# Лоу-кік

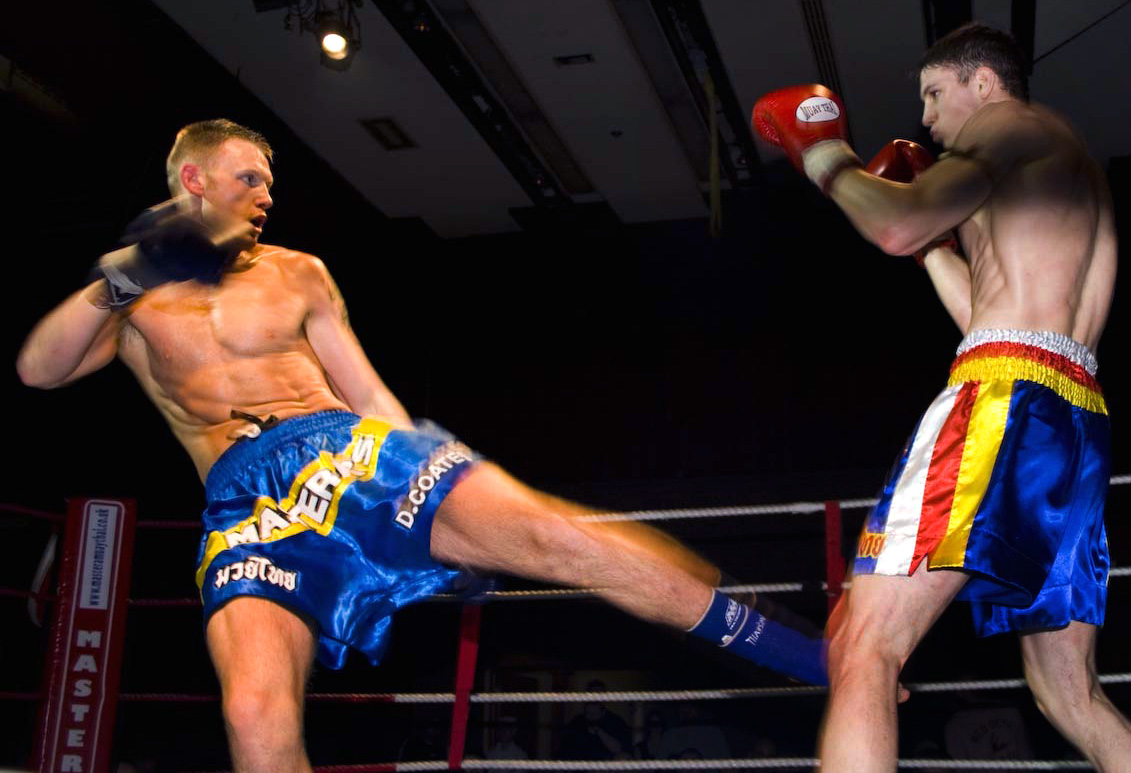
Лоу-кік в бою.

Лоу-кік (англ. low kick — «низький удар») — 1) тип удару ногою, 2) термін, що характеризує висоту виконуваного удару. Лоу-кік або низький удар — це практично будь-який удар, що виконується нижче рівня тазового поясу (зазвичай в стегно та коліно). Як лоу-кік найчастіше виконують кругові, бокові та фронтальні удари ногами.
Лоу-кік є травмонебезпечним ударом, тому його застосування в спортивних єдиноборствах часто заборонено. Використання лоу-кіку регламентується правилами кожного конкретного єдиноборства. Лоу-кік мало або зовсім не використовується на любительських змаганнях, і є забороненим правилами деяких спортивних федерацій.
Лоу-кік є типовим ударом для таких бойових мистецтв як ушу, карате, муай-тай, кікбоксинг тощо.

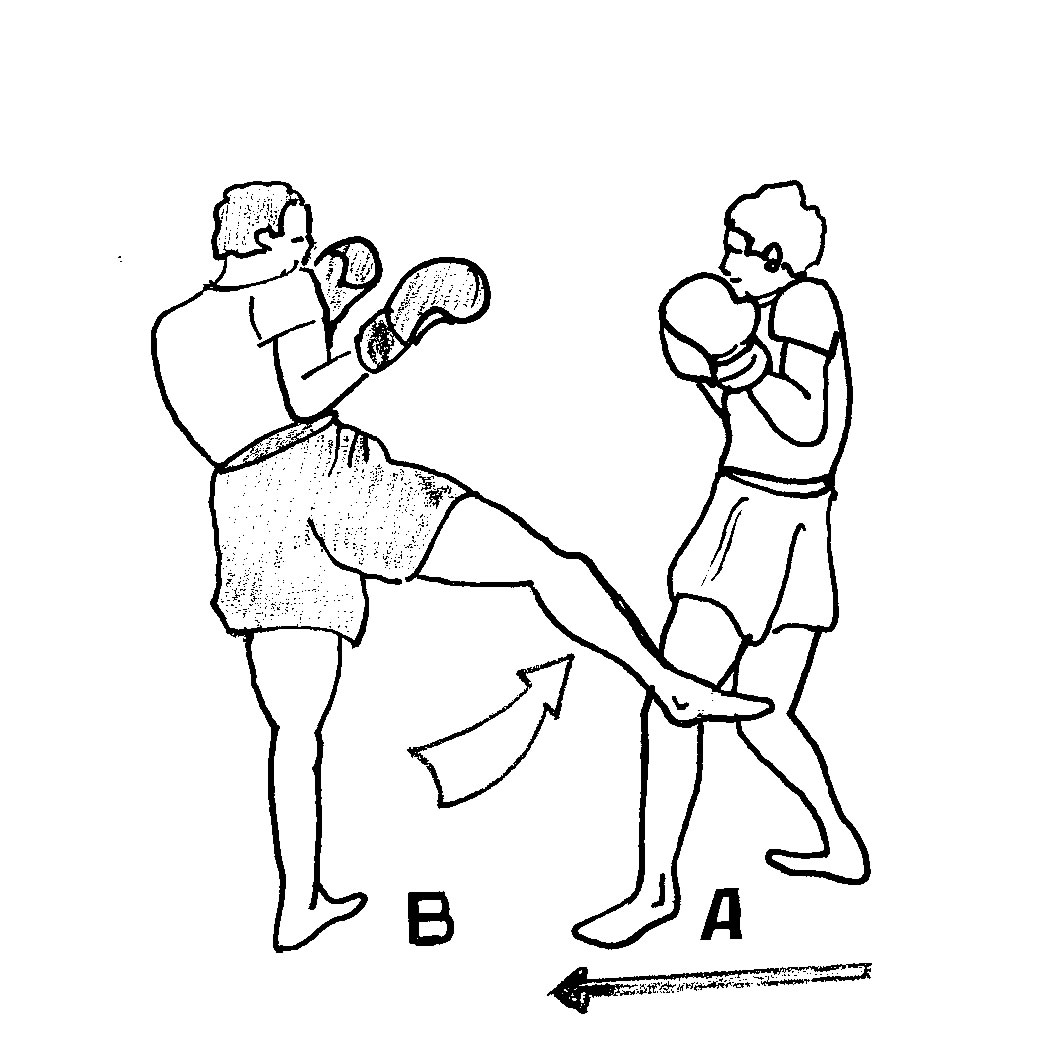
Круговий лоу-кік правою ногою
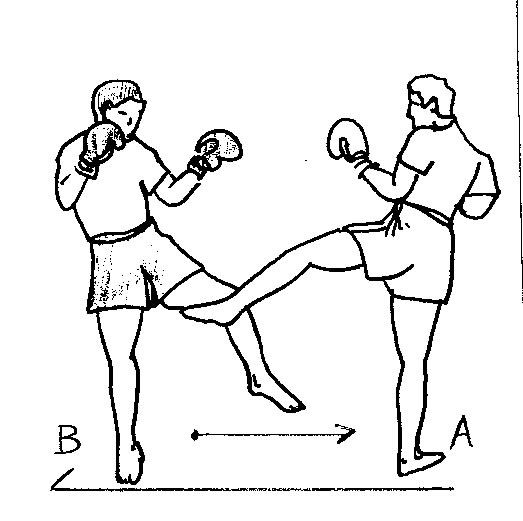
Круговий лоу-кік лівою ногою
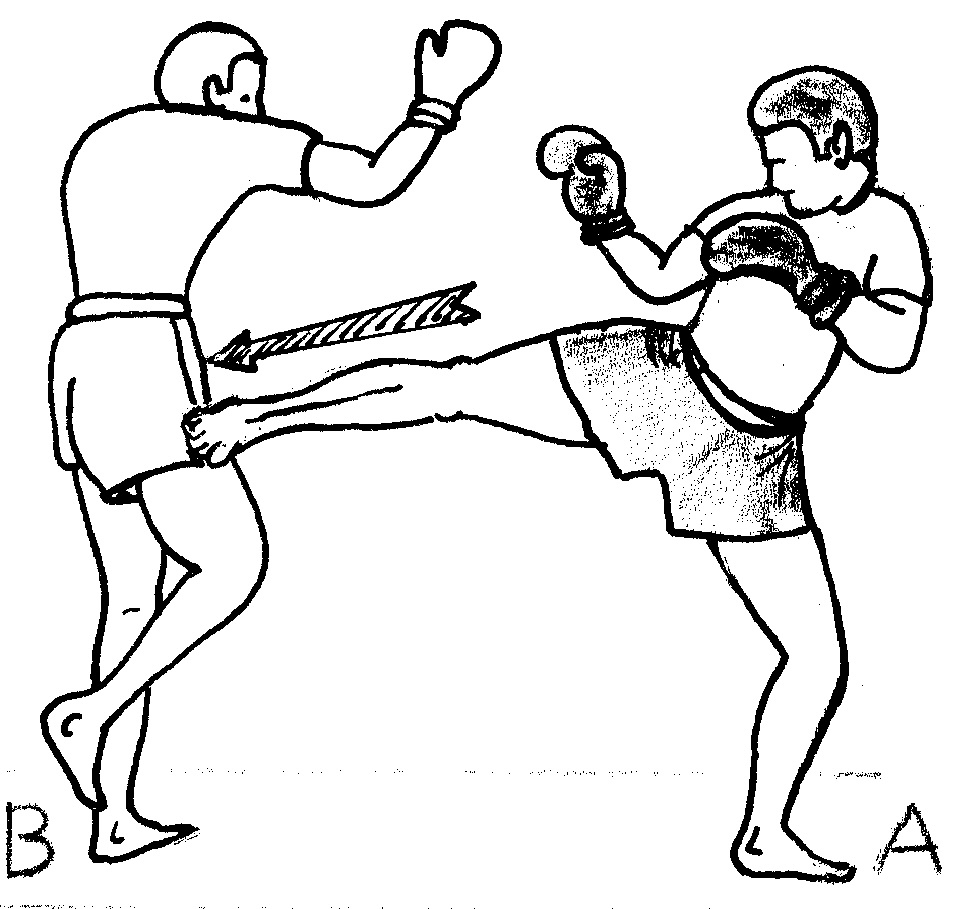
Боковий лоу-кік правою ногою
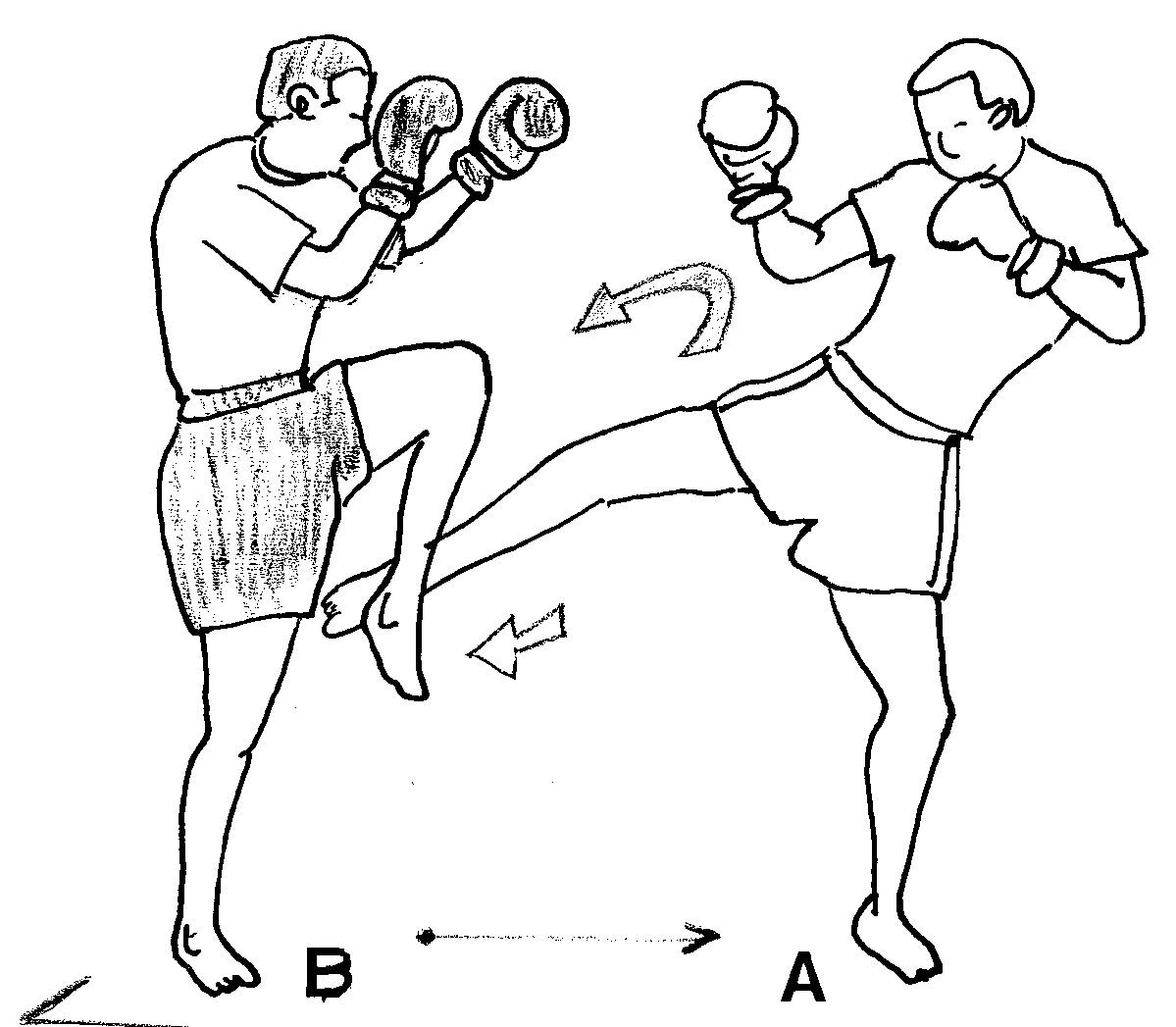
Блокування лоу-кіка підйомом ноги

| Зона ураження | Вид фізичної шкоди |
| ------------- | --- |
| Ноги          | - Ушкодження м'язової тканини - Ушкодження кісток (велика і мала гомілкова кістка) - Ушкодження внутрішньосуглобних зв'язок (хрестоподібні зв'язки, меніск) - Ушкодження суглобів |